# Spreadsheet

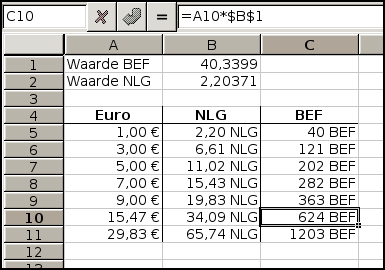
Een voorbeeld van een spreadsheet waarin euro's worden omgerekend naar Belgische franken en Nederlandse guldens. De omrekenfactoren zijn vast en staan in de bovenste cellen van het rekenblad

Een spreadsheet of (digitaal) rekenblad is een computertoepassing om rekenkundige bewerkingen uit te voeren. Het kan gemaakt en gebruikt worden met behulp van een spreadsheetprogramma: een computerprogramma voor dit doel. Een spreadsheetprogramma is vaak standaard opgenomen in kantoorsoftwarepakketten.

## Kenmerken
Een spreadsheet bestaat uit een of meer werkbladen, die op hun beurt bestaan uit een matrix van cellen. Elke cel kan een getal, een tekst,  een datum of een formule bevatten. De formules maken het mogelijk om bijvoorbeeld de som van een kolom van cellen in een cel te tonen.
Overigens is het mogelijk om binnen een cel dan weer teksten en formules te combineren.
Een groot voordeel van een spreadsheet boven een 'ouderwets' rekenapparaat is dat de spreadsheet dynamisch is. Men kan een enkel getal in een grote tabel veranderen, waarna direct alle formules in het werkblad opnieuw doorgerekend worden. Daarmee kunnen op een eenvoudige manier de gevolgen van verschillende scenario's doorgerekend worden. Ook kan de inhoud van een tabel direct in allerlei grafieken weergegeven worden. Geavanceerde spreadsheet-programma's hebben bijkomende functies, zoals het filteren van lijsten, het sorteren van gegevens en het optimaliseren van waarden in cellen op basis van formules. Moderne digitale rekenbladen beschikken over een uitgebreide lijst van formules, niet alleen op strikt rekenkundig gebied, maar ook voor algebraïsche functies, statistische bewerkingen, en dergelijke meer.
In de meeste spreadsheets kunnen ook macro's aangeroepen worden. Deze worden in een scripttaal zoals Visual Basic geschreven of door het registreren van de toetsaanslagen van de gebruiker aangemaakt. Het uitvoeren van een macro verandert de inhoud van een werkblad eenmalig: bij veranderingen in de gegevens wordt de macro niet automatisch opnieuw uitgevoerd.

## Spreadsheetprogramma's
De kracht van spreadsheetsoftware is de veelzijdigheid en het gebruiksgemak, de zwakte is dat de toepasbaarheid voor de meeste toepassingen beperkt is. In een spreadsheet kan een eenvoudige boekhouding worden bijgehouden, maar als de boekhouding complexer wordt is een boekhoudprogramma geschikter. Hetzelfde geldt voor eenvoudige vs. grote en/of complexe databases en voor het doen van eenvoudige statistische berekeningen; voor ingewikkelder statistieken is speciale statistische software geschikter.

### Geschiedenis
Het eerste spreadsheetprogramma was VisiCalc (visual calculator) van het bedrijf Visicorp. VisiCalc werd bedacht door Dan Bricklin en grotendeels geprogrammeerd door Bob Frankston. Het was de 'killer application' van de eerste Apples. VisiCalc werd op 17 oktober 1979 uitgebracht. Daarom is 17 oktober een wereldwijde spreadsheet-dag. VisiCalc werd na de lancering van Lotus 1-2-3 in enkele maanden tijd van de kaart geveegd. Tegenwoordig is Microsoft Excel de marktleider.
Dankzij het feit dat in het begin spreadsheetprogramma's vooral werden gebruikt in de financiële wereld hebben ze veel financiële en boekhoudkundige functies. Pas later ontdekten ook wetenschappers, statistici en wiskundigen de kracht van spreadsheetprogramma's.

### Voorbeelden van softwareprogramma's
Enkele voorbeelden van spreadsheetprogramma's:
- VisiCalc — het allereerste spreadsheet-programma
- Lotus 1-2-3 — een spreadsheet-programma uit het DOS-tijdperk
- Quattro Pro — onderdeel van de Corel Office-suite
- Microsoft Excel — onderdeel van Microsoft Office
- LibreOffice Calc — onderdeel van LibreOffice
- Google Sheets — onderdeel van Google Docs Editors-suite
- OpenOffice.org Calc — onderdeel van OpenOffice.org
- KSpread — onderdeel van KOffice
- Apple Numbers — onderdeel van iWork
- Gnumeric
- SuperCalc

## Maximale grootte
Zowel Excel van Microsoft Office als Calc van OpenOffice heeft een maximum van 256 kolommen (=2^8) en 65.536 rijen (=2^16) in één werkblad. Bij Microsoft Office Excel 2007 is het aantal rijen verzestienvoudigd naar 1.048.576 (=2^20) en het aantal kolommen vervierenzestigvoudigd naar 16.384 (=2^14).

## Kommagescheiden bestand
Een kommagescheiden bestand is een platte tekst die gebruikt wordt als tussentijdse codering van een tabel, om die naar een spreadsheetprogramma over te brengen. Vervolgens kan de tabel dan in het reguliere spreadsheetformat van het spreadsheetprogramma worden opgeslagen.

## Fouten
Menselijke fouten bij het gebruik van spreadsheets leidden in een aantal gevallen tot ernstige misrekeningen. Zo “verdwenen” bij de Engelse gezondheidsdienst 16.000 coronabesmettingen door het gebruik van een verouderd bestandsformaat. Ook financiële misrekeningen komen meermaals voor.